# Gramps
Gramps, voorheen GRAMPS, een afkorting voor Genealogical Research and Analysis Management Programming System, is een genealogie-programma voor Windows, Linux en OS X. Met het programma is het mogelijk om genealogische gegevens in te voeren, te verwerken en te exporteren. Het programma is opensourcesoftware en ondersteunt het GEDCOM-formaat. Gramps startte officieel op 21 april 2001. Het programma is in meer dan twintig talen beschikbaar, waaronder in het Nederlands.

## Functies
Gramps ondersteunt meerdere talen via:
- Volledige Unicode-ondersteuning
- Relatie-berekenaars. Sommige talen hebben relatie-terminologie waarvoor er geen juiste vertaling naar een andere taal bestaat. Gramps laat relatie-berekenaars per taal mogelijk.
- Genereer rapporten in verschillende bestandsformaten, waaronder .odt, LaTeX, .pdf, .rtf, .html en .txt.
- Gramps kan uitgebreid worden via plug-ins die Gramplets genoemd worden. Een Gramplet is de weergave van gegevens die ofwel dynamisch verandert tijdens het uitvoeren van Gramps ofwel interactiviteit biedt bij genealogische gegevens.